# El ladrido
El ladrido es una película española de género dramático estrenada en 1977, dirigida por Pedro Lazaga y protagonizada en los papeles principales por Antonio Ferrandis, María Luisa San José, Juan Luis Galiardo, Lina Canalejas y Manuel Tejada.
La película está basada en la obra teatral homónima de Óscar Muñiz Martín publicada en 1969.

## Sinopsis
Valentín y Mauro son una pareja de maquis que han abandonado la lucha contra el régimen franquista para convertirse en atracadores para subsistir. Su zona de acción son los montes de Asturias, donde tienen a la población local atemorizada con sus robos y actos violentos.

## Reparto
- Antonio Ferrandis como Juan.
- María Luisa San José como Luz.
- Juan Luis Galiardo como Mauro.
- Lina Canalejas como Ramona.
- Manuel Tejada como	Valentín.
- Rafael Hernández como García.
- José Lifante como Don José.
- Lola Lemos como Doña Blanca.
- José Riesgo como Manolo.
- Eduardo Bea
- José Yepes
- Alfredo Enríquez
- Pilar Vela